# Czerwieńczyce

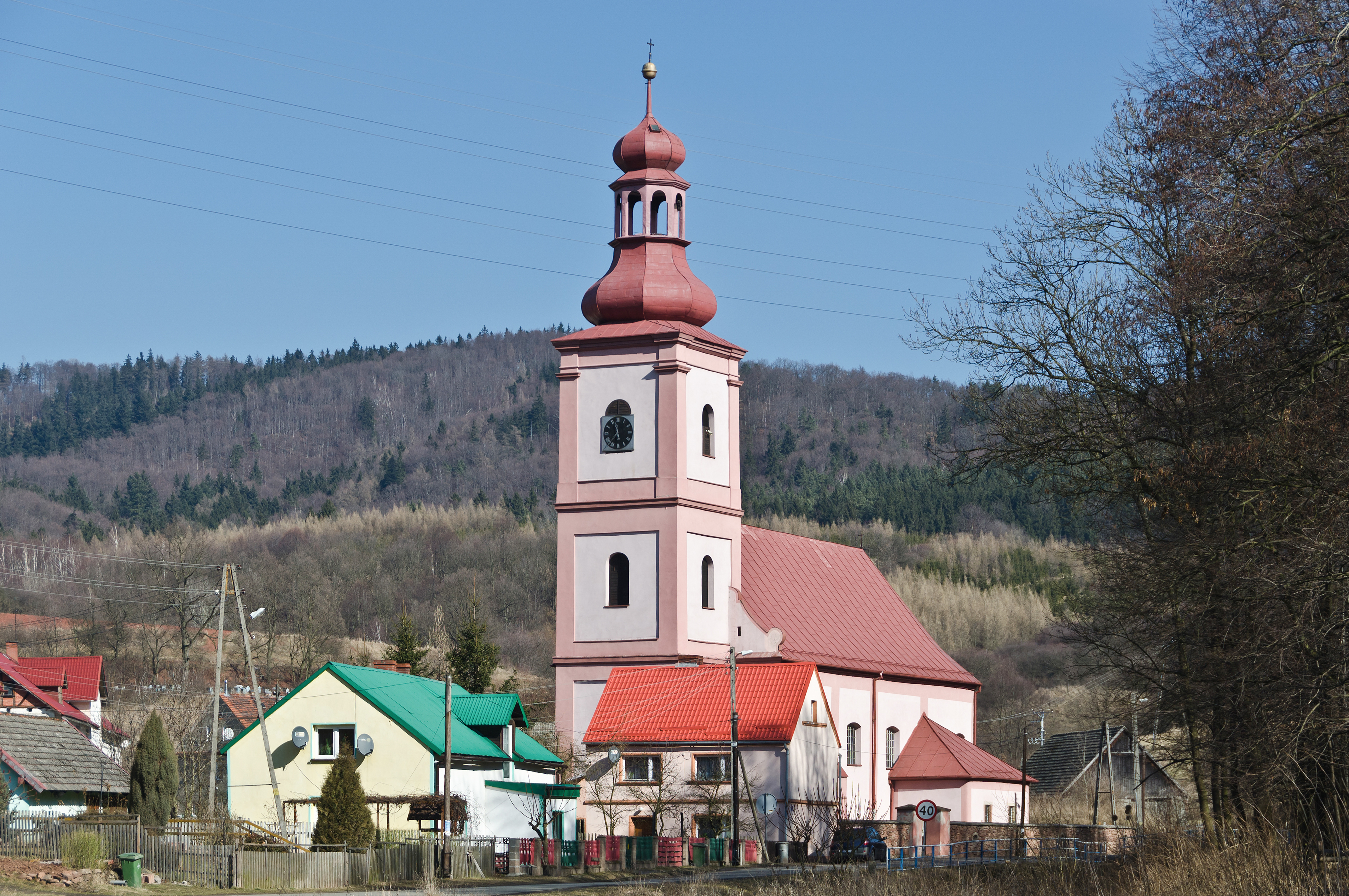
St. Bartholomäus in Czerwieńczyce

Czerwieńczyce (deutsch: Rothwaltersdorf) ist ein Ort in der Landgemeinde Nowa Ruda im Powiat Kłodzki der Wojewodschaft Niederschlesien in Polen. Es liegt neun Kilometer südöstlich von Nowa Ruda (Neurode).

## Geographie
Czerwieńczyce liegt am westlichen Fuß des Warthagebirges (polnisch Góry Bardzkie). Nordöstlich erhebt sich der 667 m hohe Słup (Hupprich). Nachbarorte sind Nowa Wieś Kłodzka (Neudorf)  im Norden, Wilcza (Wiltsch) im Nordosten, Wojbórz (Gabersdorf), und Łączna (Wiesau) im Südosten, Święcko (Schwenz) im Süden und Bożków (Eckersdorf) im Südwesten.

## Geschichte
Rothwaltersdorf gehörte zum Neuroder Distrikt im Glatzer Land, mit dem es die Geschichte seiner politischen und kirchlichen Zugehörigkeit von Anfang an teilte. Erstmals erwähnt wurde es 1347, als es im Besitz der Herren von Pannwitz war. Für 1384 ist es in einem Verzeichnis des Erzbistums Prag als Pfarrort nachgewiesen. In früherer Zeit trug es die Ortsnamen „Dürrwaltersdorf“ und „Niederwaltersdorf“, bis sich – zur Unterscheidung gleichlautender Ortschaften – Rothwaltersdorf einbürgerte.
Es bestand zunächst aus zwei Anteilen: dem Freirichtergut und dem Dominium, zu dem der Dartschof, das Pannwitz'sche Rittergut und die sogenannte Wüstung gehörten. Der Dartschof gehörte 1414 den Brüdern Heinrich und Nickel von Maltitz, von denen es 1443 die von Tschischwitz (Zischwitz) erwarben. Sie verloren die Besitzungen wegen ihrer Beteiligung am böhmischen Ständeaufstand 1618. Das konfiszierte Gut gelangte nach der Schlacht am Weißen Berg 1624 an den Kapellmeister des Erzherzogs Karl, George von Poß. Nach dessen Tod 1636 verkaufte seine Witwe Eva Katharina das Gut an Johann Valentin von Dartsch, den sie heiratete. Bei dessen Nachkommen verblieb es bis 1715. In diesem Jahr erwarb es Franz Anton von Götzen aus der katholischen schlesischen Linie der Reichsgrafen von Götzen, dem bereits seit 1694 das Freirichtergut gehörte. Im Dreißigjährigen Krieg musste die Bevölkerung von Rothwaltersdorf Gewalttätigkeiten durch schwedische und kaiserliche Truppen erleiden. 115 Personen kamen 1646 bei einer Feuersbrunst ums Leben.
Nach dem Ersten Schlesischen Krieg 1742 und endgültig mit dem Hubertusburger Frieden 1763 kam Rothwaltersdorf zusammen mit der Grafschaft Glatz an Preußen. Nachdem mit Johann Joseph von Götzen 1771 die katholische schlesische Linie der Herren von Götzen im Mannesstamm erlosch, erbten dessen Besitzungen zunächst seine drei Schwestern und 1780 der Neffe Anton Alexander von Magnis. Für die Zeit um 1800 sind nachgewiesen: eine Pfarrkirche mit Pfarrhaus, ein Schulgebäude, vier herrschaftliche Vorwerke ein Kretscham, drei Mehlmühlen und eine Brettmühle. Die Bevölkerung setzte sich aus 19 Bauern-, 16 Gärtner- und 33 Häuslerfamilien sowie je einem Bäcker, Schmied, Schneider und Schuhmacher zusammen.
Nach der Neugliederung Preußens gehörte Rothwaltersdorf ab 1815 zur Provinz Schlesien, die in Landkreise aufgeteilt wurde. 1816–1853 war der Landkreis Glatz, 1854–1932 der Landkreis Neurode zuständig. Nach dessen Auflösung 1932 gehörte Rothwaltersdorf bis 1945 wiederum zum Landkreis Glatz. Bereits 1874 war der Amtsbezirk Rothwaltersdorf gebildet worden, der aus der Landgemeinde Rothwaltersdorf und dem gleichnamigen Gutsbezirk bestand.
Als Folge des Zweiten Weltkriegs fiel Rothwaltersdorf 1945 wie fast ganz Schlesien an Polen und wurde in Czerwieńczyce umbenannt. Die deutsche Bevölkerung wurde, soweit sie nicht schon vorher geflohen war,  1945/46 vertrieben. Die neu angesiedelten Bewohner waren zum Teil Heimatvertriebene aus Ostpolen, das an die Sowjetunion gefallen war. 1975–1998 gehörte Czerwieńczyce zur Woiwodschaft Wałbrzych (Waldenburg).

## Sehenswürdigkeiten
- Die Pfarrkirche St. Bartholomäus wurde 1793 erweitert und barockisiert. Ein Jahr später wurde der Turm errichtet. Der neuromanische Hochaltar enthält Statuen des Pfarrpatrons sowie der Apostel Petrus und Paulus.